# Wildenstein
Wildenstein ist eine französische Gemeinde mit 157 Einwohnern (Stand 1. Januar 2022) im Département Haut-Rhin in der Region Grand Est (bis 2015 Elsass). Sie gehört zum Arrondissement Thann-Guebwiller und ist Mitglied des Gemeindeverbandes Vallée de Saint-Amarin.

## Geografie
Die Gemeinde Wildenstein liegt im Quellgebiet der Thur in den Hochvogesen und grenzt an das Département Vosges. Zwei markante Erhebungen im Westen des Gemeindegebietes sind der Altenberg mit 1197 m und der Batteriekopf mit 1311 m über dem Meer. Das Gemeindegebiet ist Teil des Regionalen Naturparks Ballons des Vosges.

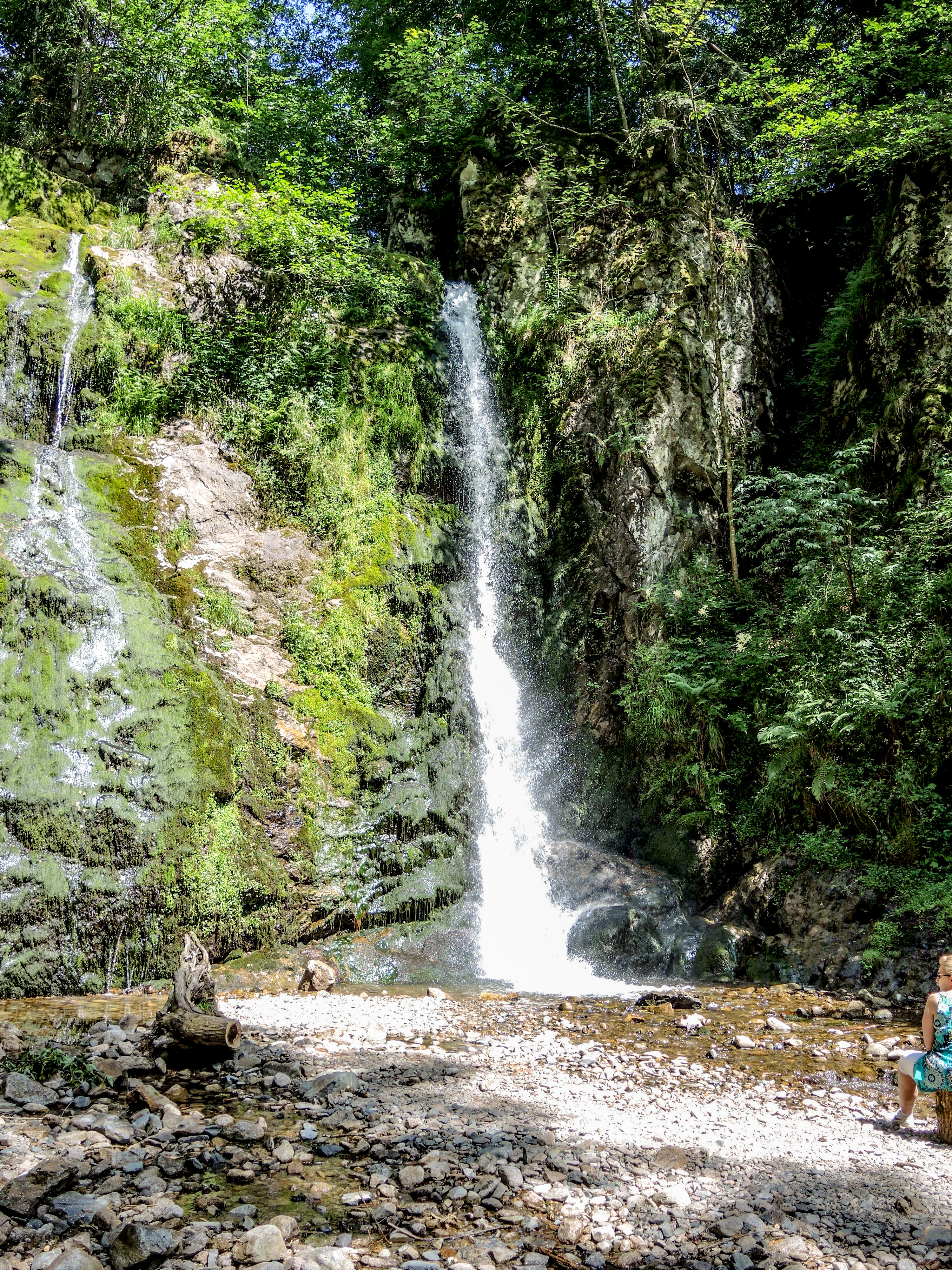
Heidenbad-Wasserfall
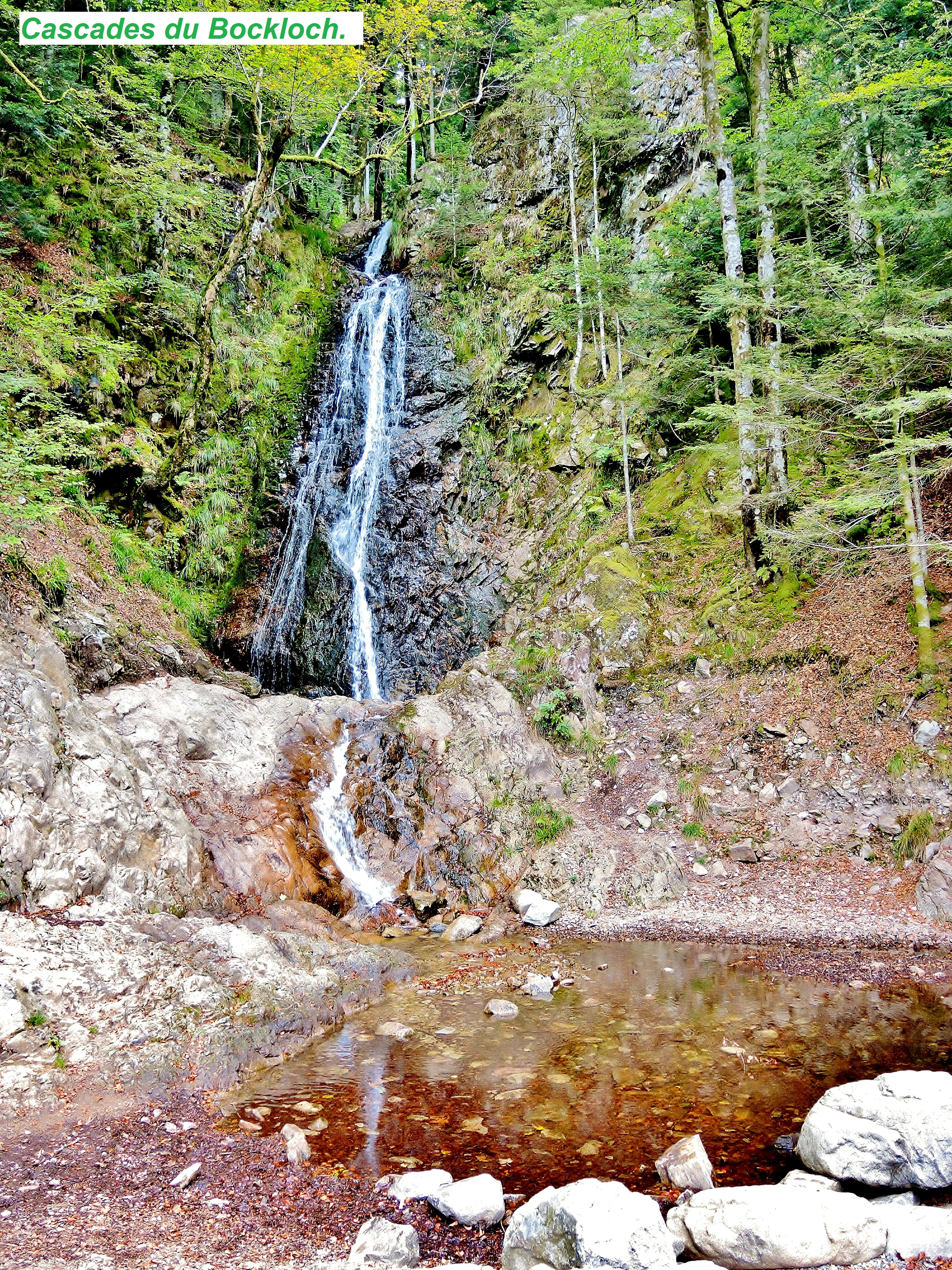
Bockloch-Wasserfall
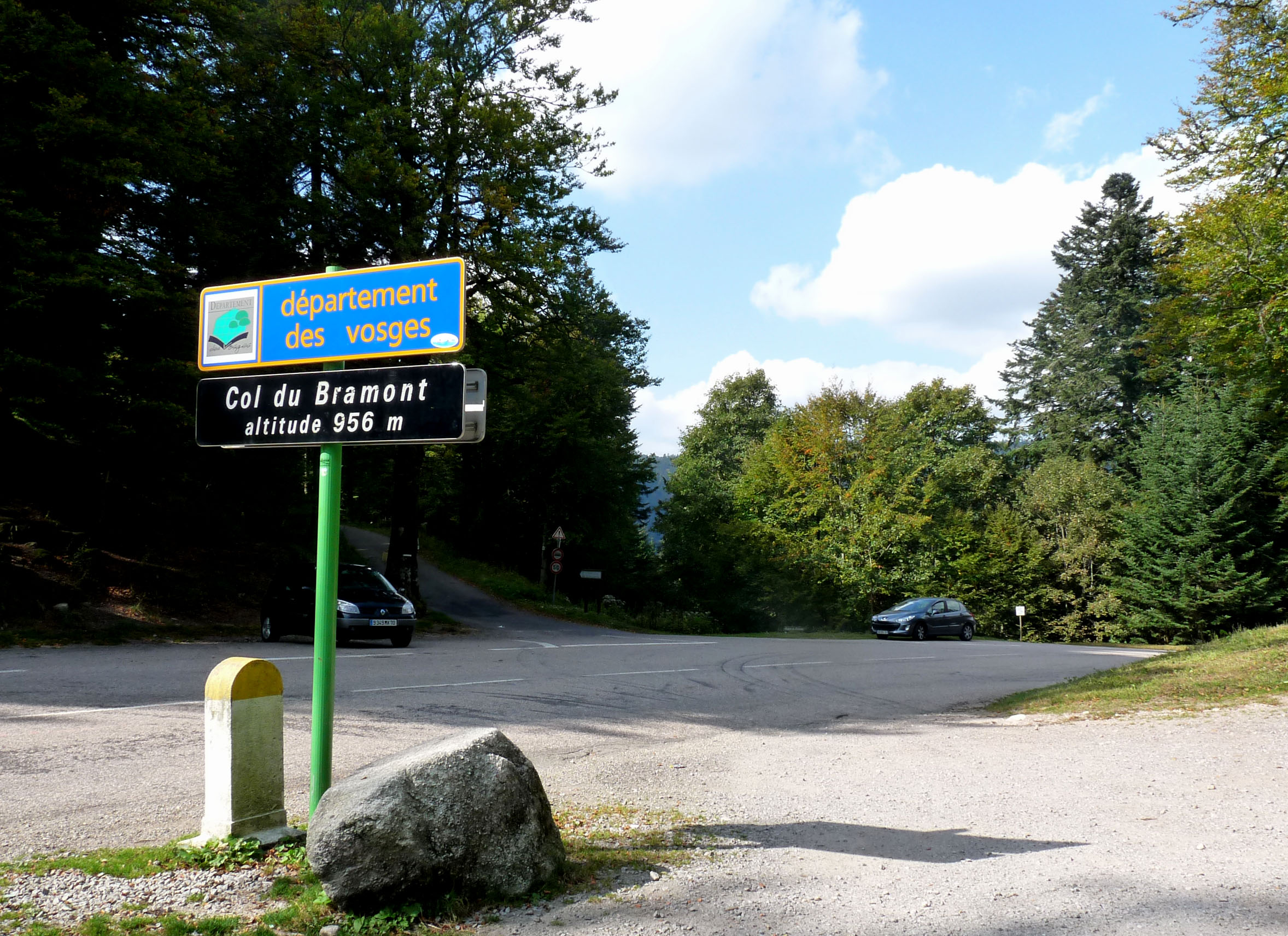
Straßenpass Col du Bramont
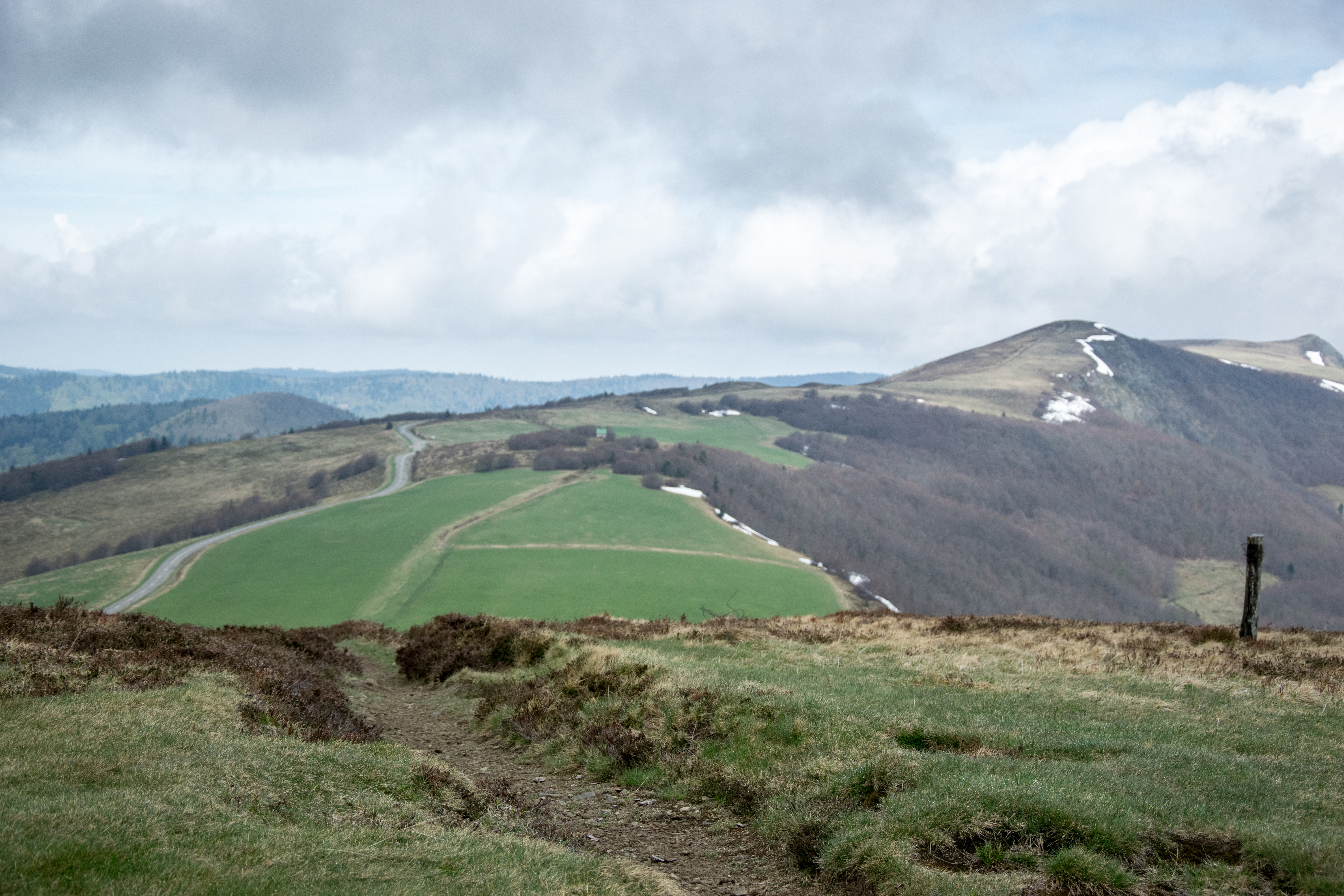
Vogesengipfel Batteriekopf und Rothenbachkopf
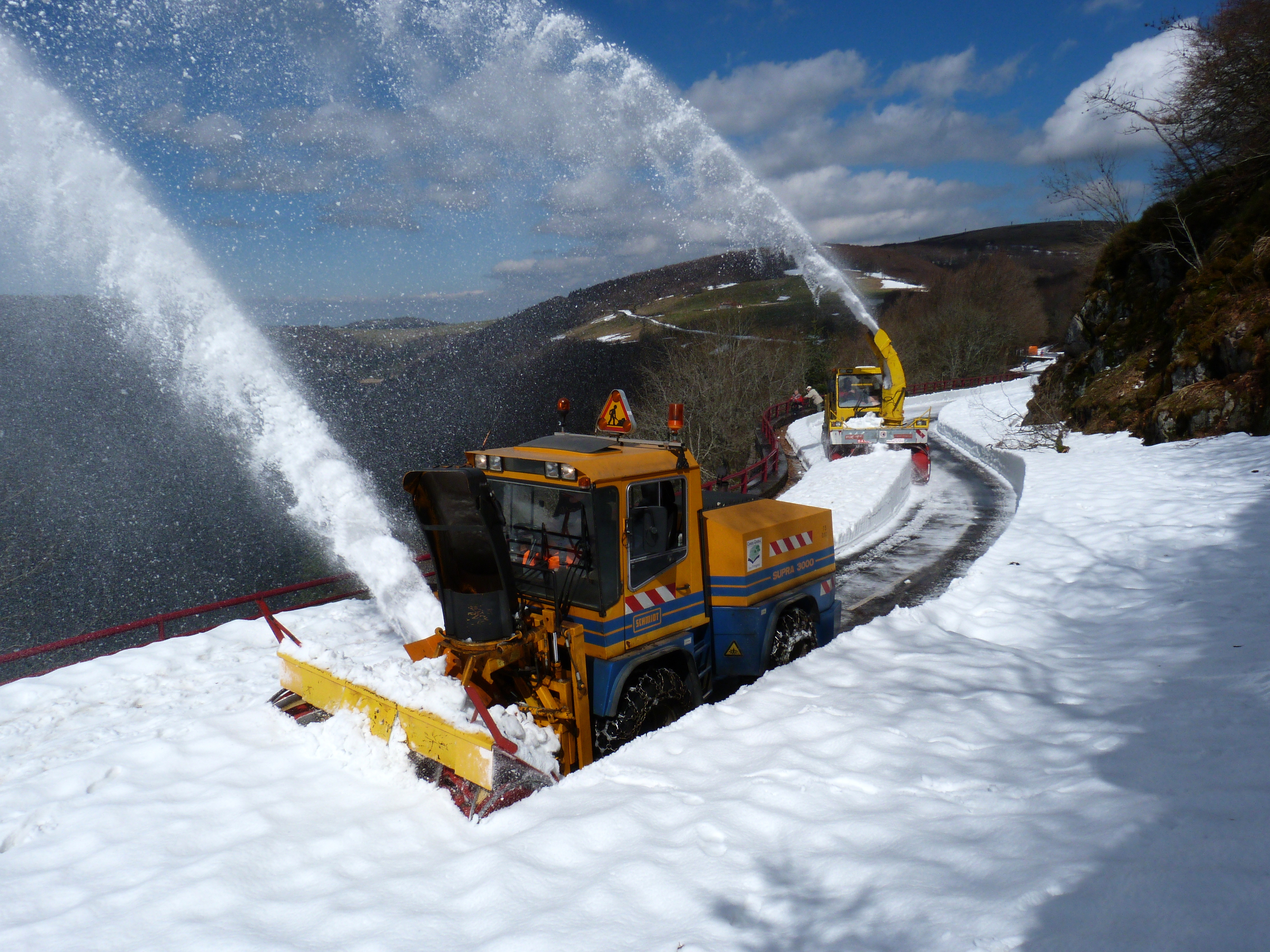
Schneefräsen am Rainkopf
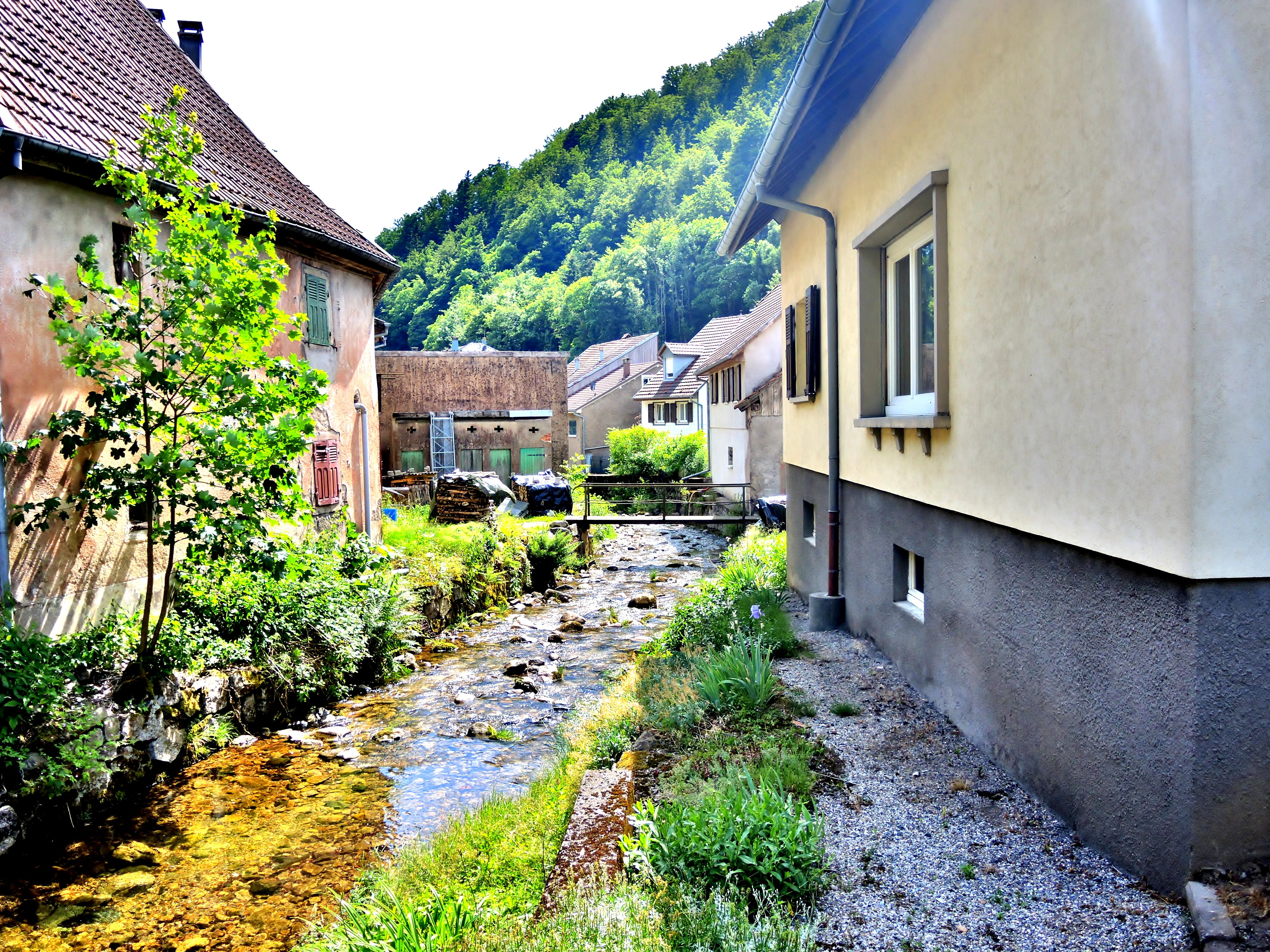
Die Thur in Wildenstein

## Geschichte
Das Dorf Wildenstein wurde erst nach dem Dreißigjährigen Krieg gegründet. Die älteste erhaltene Erwähnung stammt aus dem Jahr 1699. Der Ort gehörte zur Fürstabtei Murbach und zum dortigen Amt Sankt Amarin. Die benachbarte Burg Wildenstein dagegen stammt aus dem Mittelalter.
Von 1871 bis zum Ende des Ersten Weltkrieges gehörte Wildenstein als Teil des Reichslandes Elsaß-Lothringen zum Deutschen Reich und war dem Kreis Thann im Bezirk Oberelsaß zugeordnet.

### Bevölkerungsentwicklung
| Jahr                       | 1962 | 1968 | 1975 | 1982 | 1990 | 1999 | 2010 | 2020 |
| -------------------------- | ---- | ---- | ---- | ---- | ---- | ---- | ---- | ---- |
| Einwohner                  | 293  | 241  | 168  | 205  | 189  | 211  | 191  | 163  |
| Quellen: Cassini und INSEE |      |      |      |      |      |      |      |      |

## Sehenswürdigkeiten
- Lac de Kruth-Wildenstein
- Burgruine Wildenstein
- zwei Wasserfälle

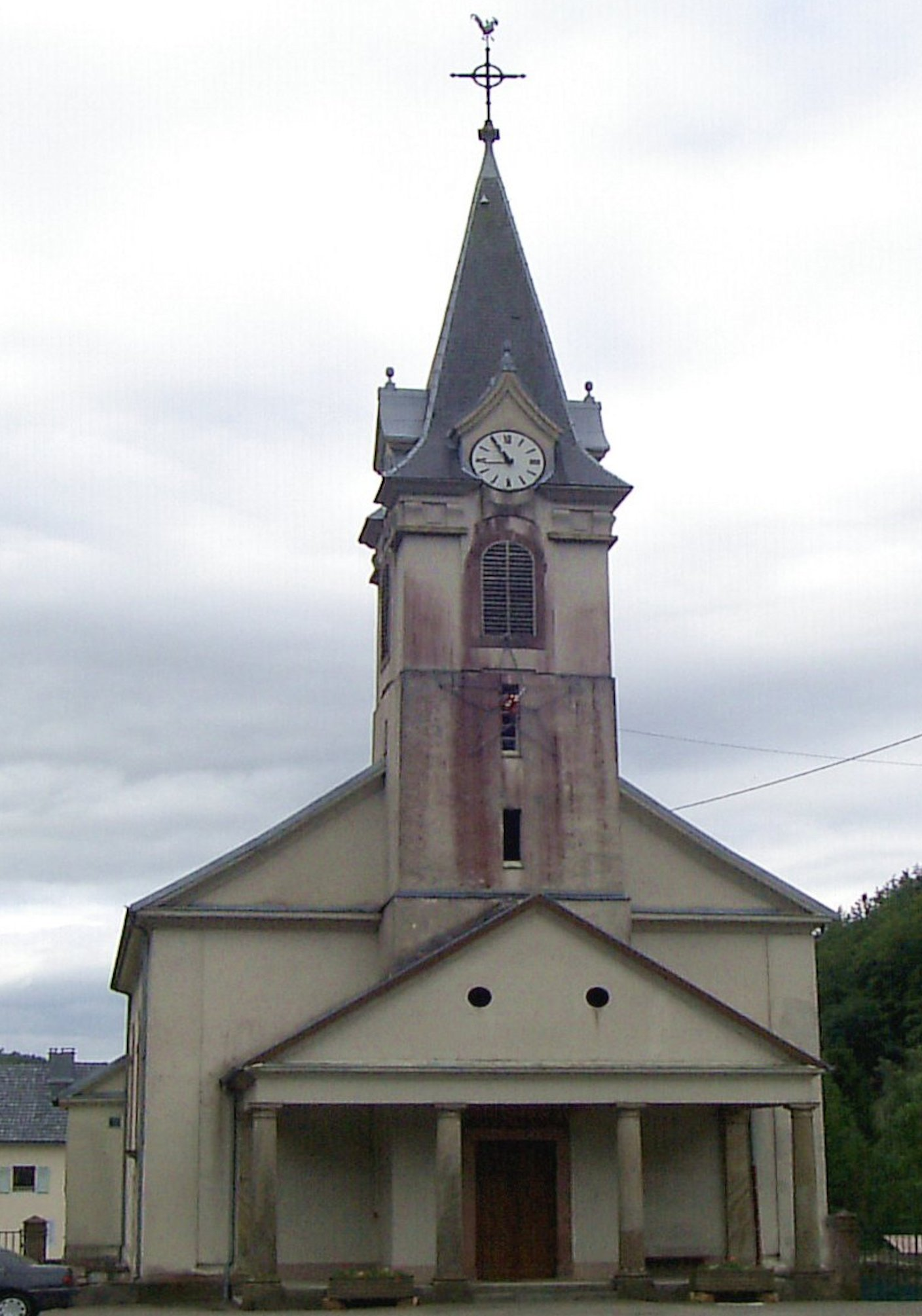
St. Peter und Paul, Nordseite
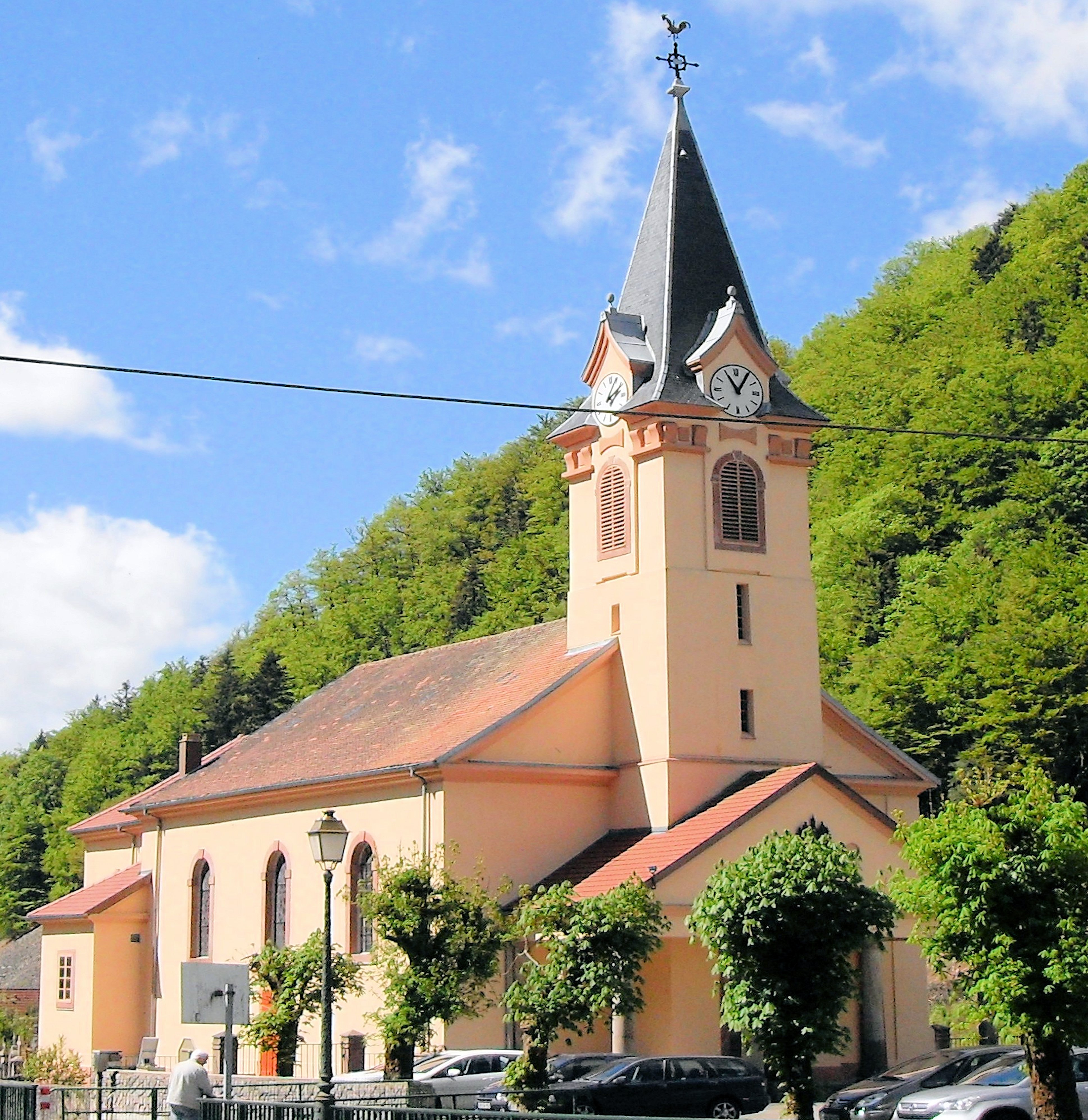
St. Peter und Paul, Nordostseite
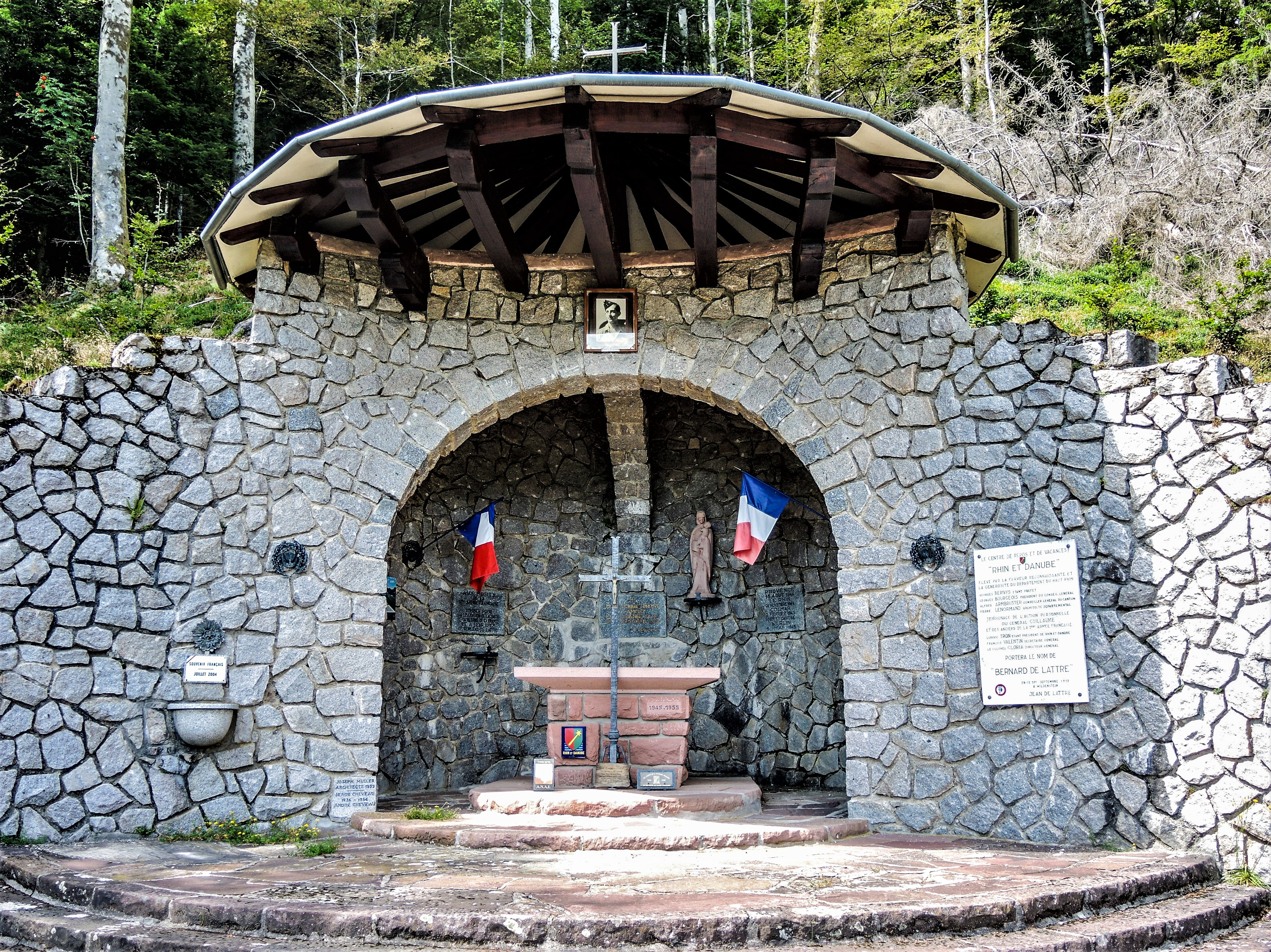
Kapelle Notre-Dame de la Joie